# (25848) 2000 EL104
2000 إي أل 104 (ويعرف أيضًا باسم (25848) 2000 إي أل 104 وفق تسمية الكوكب الصغير) (بالإنجليزية: 2000 EL104)‏ هو كويكب ضمن حزام الكويكبات؛ وترتيبه 25848 من حيث الاكتشاف.
اكتُشف هذا الجُرم الفلكي بواسطة جون بروفتون في 14 مارس 2000.

## وصلات خارجية
- (25848) 2000 EL104 في قاعدة بيانات مختبر الدفع النفاث لأجرام النظام الشمسي الصغيرة

- الاكتشاف · مخطط المدار ·  العناصر المدارية · المعلمات المادية

- (25848) 2000 EL104 على موقع ويكي سكاي: DSS2, SDSS, GALEX, IRAS, Hydrogen α, X-Ray, Astrophoto, Sky Map, Articles and images